# Grupos de Google
Grupos de Google es un servicio de Google que proporciona grupos de discusión para personas que comparten intereses comunes. El servicio de Grupos también proporciona una puerta de entrada a los grupos de noticias de Usenet a través de una interfaz de usuario compartida .
Grupos de Google empezó a funcionar el 12 de febrero de 2001, tras la adquisición por parte de Google del archivo Usenet de Deja . Deja News había estado en funcionamiento desde marzo de 1995.
Grupos de Google permite a cualquier usuario realizar y acceder libremente a debates encadenados , ya sea a través de una interfaz web o por correo electrónico. Hay al menos dos tipos de grupos de discusión. El primer tipo son foros específicos de Grupos de Google, que actúan más como listas de correo .  El segundo tipo son los grupos de Usenet, accesibles por NNTP , para los cuales Google Groups actúa como puerta de enlace y archivo no oficial. El archivo de Grupos de Google de publicaciones de grupos de noticias de Usenet se remonta a 1981.  A través de la interfaz de usuario de Grupos de Google, los usuarios pueden leer y publicar en grupos de Usenet. 